# Brieva
Brieva település Spanyolországban, Segovia tartományban. Brieva Torreiglesias, Pelayos del Arroyo, Santo Domingo de Pirón, Basardilla, Espirdo, Cabañas de Polendos és Adrada de Pirón községekkel határos. Lakosainak száma 86 fő (2024).

## Népesség
A település népessége az elmúlt években az alábbi módon változott:
| Lakosok száma | 72   | 71   | 79   | 76   | 81   | 82   | 98   | 96   | 94   | 86   |
|               | 2001 | 2004 | 2007 | 2009 | 2012 | 2014 | 2017 | 2019 | 2022 | 2024 |